# Воздвиженка (Альшеевский район)
Воздвиженка (баш. Воздвиженка) — село в Альшеевском районе Республики Башкортостан России. Административный центр Воздвиженского сельсовета.

## География
Находится возле реки Гайны.
Осевая линия села — Центральная улица.

### Географическое положение
Расстояние до:
- районного центра (Раевский): 47 км,
- ближайшей железнодорожной станции (Аксеново): 12 км.

## Население
| 2002 | 2009 | 2010 |
| ---- | ---- | ---- |
| 482  | ↗483 | ↘362 |

Согласно переписи 2002 года, преобладающие национальности — русские (37 %), башкиры (37 %).

## Инфраструктура
Личное подсобное хозяйство с зоной сельскохозяйственного использования, индивидуальная застройка усадебного типа.
Основа экономики — сельское хозяйство.
Воздвиженская школа. Воздвиженский сельский дом культуры.
Электрическая подстанция Воздвиженка.

## Транспорт
Село доступно автотранспортом.

## Достопримечательности, памятные места
Памятник «Скорбящая мать».

## Религия
В селе есть православный Свято-Крестовоздвиженский храм.

## Известные уроженцы, жители
- Антонов, Георгий Семёнович — Герой Советского Союза, лишённый звания.
- Гирко, Евгений Иванович (1936—2011) — советский тяжелоатлет и тренер.